# Karcag
Karcag (ˈkɒrʦɒɡ) ist eine ungarische Stadt im gleichnamigen Kreis im Komitat Jász-Nagykun-Szolnok.
Sie ist vor allem durch ihre traditionsreiche Kultur in Bezug auf ihre Vergangenheit und die Region Großkumanien als dessen Hauptstadt bekannt. Ein besonderes Merkmal ist der bis heute erhaltene Einfluss der Kyptschaken, welche zur Zeit des Mongoleneinfalles gemeinsam mit den Ungarn in dieser Region lebten. Durch das vielfältige kulturelle Angebot ist die Stadt bei Touristen sehr beliebt.

## Lage
Karcag liegt im Bereich der Großen Ungarischen Tiefebene, etwa 60 Kilometer von Debrecen in westlicher Richtung entfernt. Es befindet sich am südlichen Rand des Nationalparkes Hortobágy. Einige Gebiete der Stadt befinden sich innerhalb dieses Naturschutzgebietes.
Die Stadt ist zudem das Zentrum der historischen Region Großkumanien (Nagykunság). Dieser Name stammt von dem Begriff "Kumanen", einer alternativen Bezeichnung für die Kyptschaken. Die Bedeutung der Zugehörigkeit zu diesem Gebiet schlägt sich unter anderem im lokalen kulturellen Angebot nieder.
Durch Karcag verlaufen die 4. Fernverkehrsstraße und die 100. Eisenbahnlinie.
Der Hortobágy-Berettyó fließt entlang der Gemeindegrenze zu Püspökladány.

## Bevölkerung
Etwa bis zum Jahr 1960 stieg die Bevölkerungszahl auf ca. 26.000 Einwohner. Seitdem ist dieser Wert am Stagnieren und fällt. 2014 beträgt die Einwohnerzahl 20.380. Aufgrund des anhaltenden Schwundes ist die gegenwärtige Einwohnerzahl noch geringer. Gründe hierfür liegen in sinkenden Geburtenraten und Abwanderung. Vor allem die äußeren Wohngebiete sind davon betroffen. 
Während 1949 am Stadtrand 6.805 Menschen lebten, waren es 1980 nur noch 1.260.
| Jahr | Einwohner | Jahr | Einwohner |
| ---- | --------- | ---- | --------- |
| 1869 | 14.486    | 1941 | 25.551    |
| 1880 | 15.825    | 1960 | 26.035    |
| 1890 | 18.197    | 1970 | 24.638    |
| 1900 | 20.896    | 1980 | 25.230    |
| 1910 | 22.996    | 1996 | 22.579    |
| 1920 | 22.569    | 2008 | 21.128    |
| 1930 | 24.248    | 2011 | 20.298    |

Die Mehrheit Karcags bekennt sich zum protestantischen, insbesondere dem calvinistischen und baptistischen Glauben. Daneben befindet sich die Katholische Kirche als zweitwichtigste Gemeinschaft.
Weiterhin existieren in der Stadt griechisch-orthodoxe und jüdische Minderheiten, welche ihre Ursprünge in sich sesshaft gemachten griechischen Kaufmännern haben.

## Namensherkunft
Die Herkunft des Wortes „Karcag“ ist nicht genau geklärt. Als wahrscheinlich wird aber eine kyptschakische Herkunft betrachtet. Demnach stammt die Bezeichnung von einem kyptschakischen Personennamen, der wiederum auf den Namen der asiatischen Fuchsgattung „Qarsaq“ zurückzuführen ist. Für diese Annahme spricht der seit 1506 belegte frühere Stadtname „Karcagújszállás“, was so viel wie „Neue Herberge des Qarsaq“ bedeutet. Tatsächlich fand man Spuren einer vorherigen Siedlung aus dem 4. Jahrhundert n. Chr.
Im 19. Jahrhundert erhielt Karcag seinen heutigen Namen.

## Geschichte
Erste Spuren von jungsteinzeitlichen Kulturen im heutigen Stadtgebiet bestehen hauptsächlich aus Keramik. Sie wurden auf einen Zeitraum etwa 4000 v. Chr. datiert. Spätere Funde aus der Kupfer- und Bronzezeit stammen aus dem darauf folgenden Jahrtausend. Im 2. bis 4. Jahrhundert n. Chr. lebten die Sarmaten, ein Bund iranischer Reitervölker, in der Region.
Die Ungarn besiedelten das Land im 10. Jahrhundert. Zunächst als Eindringlinge folgten ihnen im 13. Jahrhundert die Kyptschaken, welche im ständigen Kampf mit den Ungarn um das Gebiet lebten. Diese Auseinandersetzungen wurden schon bald im Zuge des Mongolensturmes beigelegt, in dem sich beide Völker gegen die Mongolen verteidigten. Jedoch waren die Invasoren siegreich, sodass das Land verwüstet und größtenteils entvölkert wurde. Gemeinsam vollzogen die Ungarn mit den Kyptschaken als Untertanen den Wiederaufbau der Region. Letztere genossen zwar relative Selbstständigkeit, waren aber dem König gegenüber zum Militärdienst verpflichtet. Sie wurden letztendlich zum Christentum bekehrt und assimiliert. 
Noch bis ins 17. Jahrhundert hinein waren Sprecher der kyptschakischen Sprache bekannt. Den heutigen Bewohnern sind von ihnen einige geographische Namen, Lehnwörter und das kulturelle Erbe erhalten geblieben, das weiterhin intensiv gepflegt wird.
Während der Türkenkriege hatte Karcag aufgrund der umliegenden Moorgebiete eine günstige Verteidigungsposition. Darum wurden zunächst die umliegenden Dörfer zerstört. Erst nach der Eroberung von Szolnok im Jahre 1552 konnte die Stadt eingenommen werden. Wie auch in den anderen besetzten Gebieten Ungarns flohen viele Einwohner, die nach der Befreiung teilweise zurückkehrten. Anschließend begann die Herrschaft der Habsburger. Sie verkauften Großkumanien 1702 gegen den Willen der ansässigen Bevölkerung an den Deutschen Orden. Diese setzte sich erfolgreich gegen die Besatzung zur Wehr, sodass sich der Orden nach drei Jahren zurückzog. Die Region wurde unter Zugeständnissen von Privilegien wieder ins Habsburgerreich eingegliedert. Als Gegenleistung mussten Soldaten aus Karcag im Österreichischen Erbfolgekrieg 1740 bis 1748 für Maria Theresia kämpfen.
Die nachfolgenden Jahrzehnte waren von starkem Wachstum geprägt. Der an einem der wichtigsten Handelswege Ungarns liegende Ort erfuhr einen massiven wirtschaftlichen Aufschwung und avancierte zum Zentrum für Handel, Kultur und Wirtschaft Großkumaniens. Dadurch wurde Karcag dessen Verwaltungssitz. In der ersten Hälfte des 18. Jahrhunderts war die Landwirtschaft der klar dominierende Wirtschaftsfaktor. Danach gewannen handwerkliche Berufe an Bedeutung und es entstanden die ersten Gilden. Um 1770 versuchten die Katholiken auf Anweisung von Maria Theresia in der Gegend Fuß zu fassen. Zwar konnten sie sich etablieren, ihnen gelang es jedoch nie, die protestantische Mehrheit nennenswert zu schwächen.
1849 war Karcag am im Jahr zuvor begonnenen Kampf gegen die österreichische Herrschaft beteiligt. Die Soldaten der Stadt unterstützen die Verteidigung von Debrecen, der Hauptstadt der im Zuge der Revolution ausgerufenen Ungarischen Republik. Karcag war einer der am längsten Widerstand leistenden Orte, musste sich aber letztendlich ebenfalls ergeben.
Im Jahr 1857 wurde Karcag an das nationale Eisenbahnnetz angeschlossen. 1872 fand eine Regierungsreform statt (siehe Abschnitt: Politik). Die kirchlichen Angelegenheiten wurden nun von drei protestantischen und zwei katholischen Pfarrern geleitet. Ein Magistrat unterstützte diese Arbeiten. Als weitere Religionsgemeinschaften etablierten sich orthodoxe und Juden. Da Karcag als Handelszentrum von Händlern aus vielen Regionen bereist wurde, haben sich griechische Kaufleute im Ort niedergelassen und ihre Glaubensgemeinschaften etabliert.
Wegen der steigenden Einwohnerzahlen (ca. 25.000 bis 1935) wurde eine landwirtschaftliche Reform eingeleitet. Der größte Teil des Weidelandes ging an die Landwirtschaft über. Gleichzeitig wurde Karcag industrialisiert. Vor allem die Ernährungs- und Bekleidungsindustrie wurde aufgebaut. Jedoch entstand gleichermaßen ein Gefälle zwischen Arm (Bauern, Arbeiter) und Reich (Fabrikbesitzer). 1909 wurde das erste Kraftwerk der Stadt eingeweiht.
Im Jahr 1913 gab es in der damaligen Stadt mit geordnetem Magistrat 6.070 Häuser und 22.996 Einwohner auf einer Fläche von 67.223 Katastraljochen. Sie gehörte zu dieser Zeit zum Komitat Jász-Nagykun Szolnok.
Der Erste Weltkrieg forderte in Karcag 555 Menschenleben. Die Schätzungen der Verluste im Zweiten Weltkrieg liegen bei mehreren hundert. Außerdem wurden 117 Wohnhäuser, das Stadtarchiv und ein Museum mit zahlreichen kyptschakischen Ausstellungsstücken zerstört. Die Rote Armee nahm den Ort am 9. Oktober 1944 ein. Die Großgrundbesitzer wurden enteignet und deren Land auf die Kleinbauern aufgeteilt. Die neue Regierung forcierte die Industrialisierung rücksichtslos. 1948 begann der Aufbau der Bekleidungsindustrie mit elf Fabriken. 
1960 wurden die Maßnahmen intensiviert, sodass ab 1970 viele Kleinbauern mit ihren Einzelgehöften durch Großbetriebe verdrängt wurden. Familien, die ihre gewohnte Lebensweise nicht aufgeben wollten, mussten wegziehen. Dadurch verfielen die traditionellen Bauernhöfe und wurden abgerissen. Gegen die Überbevölkerung in der Innenstadt wurden vermehrt Mietshäuser errichtet. Einfamilienhäuser, in denen meist zwei Generationen einer Familie leben, sind aber bis heute beliebter.

## Politik
Die anfängliche Stadtverwaltung von Karcag war gleichzeitig der Hauptsitz Großkumaniens. Hierbei wurden die Rechtsprechung und Volksvertretung von einem Magistrat übernommen. Es bestand aus zwei Vorsitzenden und 13 Schöffen. Zwar fanden jährlich Wahlen statt, jedoch waren Macht und Reichtum maßgeblich für die Wahlergebnisse ausschlaggebend. Dadurch blieben die wichtigsten Positionen oftmals bei denselben einflussreichen Familien.
1872 gab es eine Regierungsreform. An der Spitze stand nur noch ein einzelner Bürgermeister, der den Vorsitz über einen Stadtrat trug. Dieses Gremium aus 80 Ratsmitgliedern wurde zur einen Hälfte aus Bauern und Arbeitern gebildet, und zur anderen aus den 40 größten Steuerzahlern der Stadt. Weiterhin erhielt der Bürgermeister Unterstützung durch wichtige Amtsträger, wie den Polizeichef und den Steuerverwalter, und vier allgemeine Beiräte.
Der Stadtrat von Karcag besteht heute aus 17 Mitgliedern. Er übt, da Großkumanien keine eigenständige Verwaltungseinheit mehr ist, nicht mehr die politische Leitung über diese Region aus. Stattdessen wurde das Kleingebiet Karcag mit der gleichnamigen Hauptstadt gebildet.
In Karcag befindet sich ein kasachisches Konsulat.
Seit Mai 2005 läuft ein Projekt zur intensiven Zusammenarbeit mit den Nachbarorten. Dessen Inhalte sehen unter anderem Kooperationen in der Infrastruktur, dem Bildungswesen und der Wirtschaft vor.

### Städtepartnerschaften
Es bestehen folgende Städtepartnerschaften:
- Cristuru Secuiesc, Rumänien, seit 1990
- Krosno Odrzańskie, Polen, seit 2004
- Kunszentmiklós, Ungarn, seit 2009
- Longueau, Frankreich, seit 2004
- Merki, Kasachstan, seit 1998
- Moldava nad Bodvou, Slowakei, seit 1998
- Moravica, Serbien, seit 1994
- Schwarzheide, Deutschland, seit 2004

## Wirtschaft und Infrastruktur
Die historische Bedeutung der Landwirtschaft ist im Lauf der Zeit massiv zurückgegangen. Während 1949 für sie nur noch 6906 Einwohner gearbeitet haben, sank die Zahl bis 1980 sogar auf 2808. Ursache hierfür ist die Industrialisierung, welche im Zuge des kommunistischen Regimes verstärkt Einzug hielt. Die einst wichtige Bekleidungsindustrie hat mittlerweile größtenteils an Bedeutung verloren. Stattdessen sind vor allem die Ernährungs- und Keramikindustrie, eine Glashütte und eine Erdgasförderungsanlage aktiv.
Laut der letzten Datenbestandsaufnahme von 1996 sind 1.205 Betriebe in der Stadt:
| Art                             | Anzahl | Anteil in % |
| ------------------------------- | ------ | ----------- |
| Kaufmännisch-gewerbliche Firmen | 392    | 32,5        |
| Industrie                       | 286    | 23,7        |
| Post- und Transportwesen        | 88     | 7,3         |
| Landwirtschaft                  | 84     | 7,0         |
| Tourismus                       | 74     | 6,1         |
| Sonstige                        | 281    | 23,4        |

### Öffentliche Einrichtungen

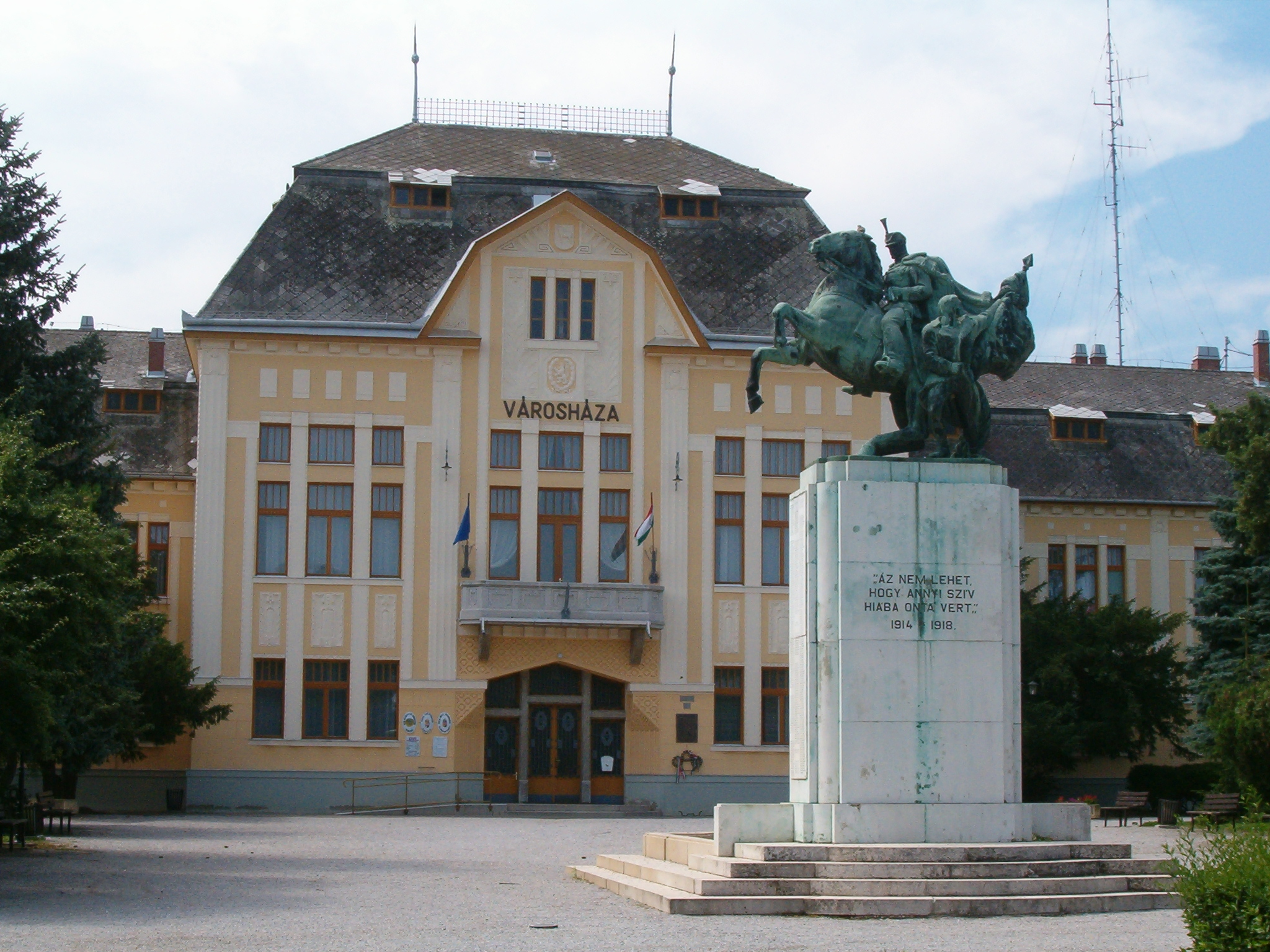
Rathaus von Karcag, davor das Denkmal für die Gefallenen des Ersten Weltkrieges

Die Stadtverwaltung tagt im 1912 fertiggestellten Rathaus. Weitere öffentliche Verwaltungsaufgaben werden vom Arbeitsamt und dem Vermessungsamt wahrgenommen.
In Karcag befindet sich die für diese Region zuständige gerichtliche Instanz.
Soziale und medizinische Aufgaben verrichten ein Altersheim, Kindergärten und das 1946 erbaute Kátai-Gabór-Krankenhaus. Es bietet Platz für 450 Patienten.
Verschiedene Banken haben in der Stadt eine oder mehrere Filialen, darunter die österreichische Erste Bank AG.

### Tourismus
Karcag ist ein beliebter Urlaubsort. Um den Tourismus effizient koordinieren zu können, wurde ein Tourismusbüro eingerichtet.
Der Tourismus stellt für den Ort einen wichtigen Wirtschaftszweig dar. Davon profitieren vor allem die Herbergen und Hotels. 1994 wurden in Karcag 94 Gaststätten gezählt. Zudem gibt es ein Strandbad und eine Thermalquelle, mit deren Wasser ein Heilbad betrieben wird.
Hauptanziehungspunkt sind die Sehenswürdigkeiten der Stadt (siehe unten), die das gesamte Gebiet von Karcag weiträumig verzieren.

### Bildung

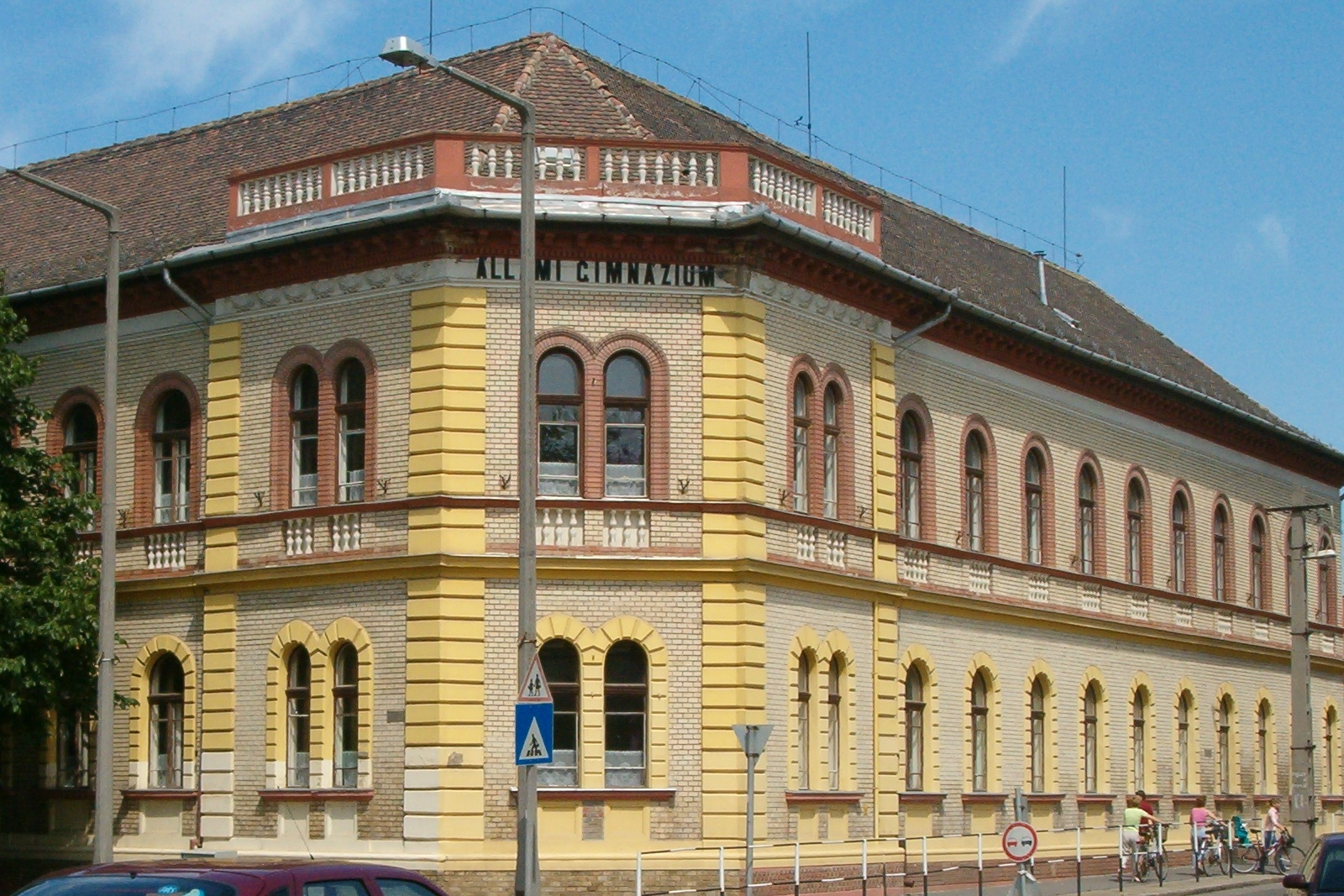
Gábor-Áron-Gymnasium

Die grundlegende Bildung wird von diversen Grund- und Mittelschulen wahrgenommen. Für einen weiterführenden Abschluss wurde 1894 das Gábor-Áron-Gymnasium eingerichtet. Zudem gibt es eine Musikschule.
Trotz der nachlassenden Bedeutung der Landwirtschaft in Karcag ist die Sámuel-Szentannai-Agrarfachschule nach wie vor ein wichtiger Forschungsstandpunkt für Agrarwissenschaften. Die Universität Debrecen hat hier ihr Agrarwissenschaftszentrum.
Für außerschulische Bildung ist die städtische Bibliothek zuständig. Sie betreibt kulturelle Förderung für die Jugend und veranstaltet beispielsweise Kunstwettbewerbe.

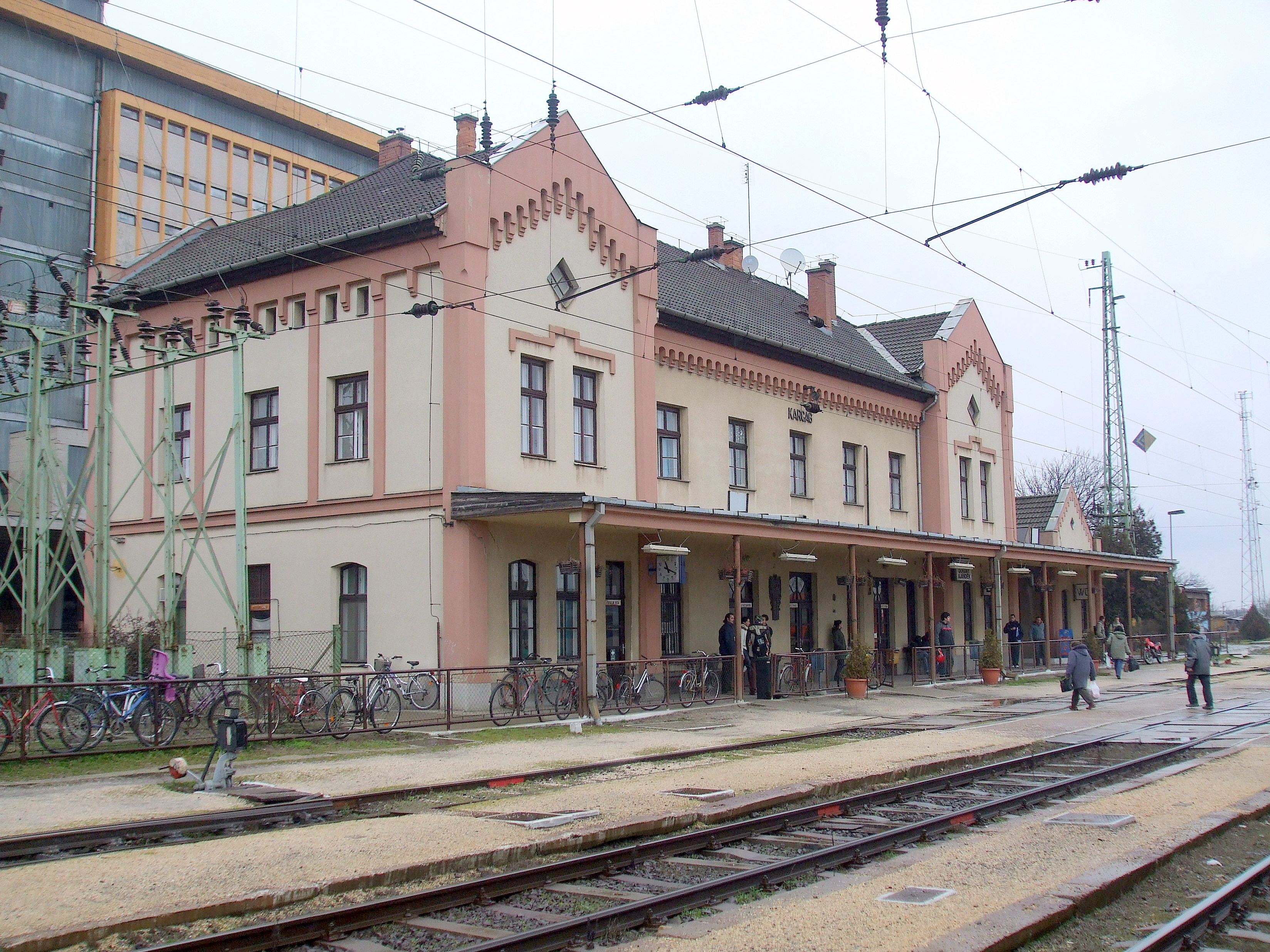
Bahnhof von Karcag

### Medien
Karcag besitzt einen Fernsehsender, Karcag Televízió, welcher sein Programm in der Woche 18–21 Uhr und am Wochenende ab 9 Uhr ausstrahlt. Hauptsächliche Inhalte sind aktuelle lokale Themen, wie Gespräche mit dem Bürgermeister und anderen wichtigen Personen, und kulturelles. Der Sender ist zusätzlich im Internet mittels Live-Stream empfangbar.
Die wöchentlich erscheinende Zeitung Karcagi Hírmondó enthält ebenfalls lokale und kulturelle Inhalte.

### Öffentlicher Verkehr
Der Bahnhof Karcag befindet sich an den Bahnstrecken Szolnok–Debrecen sowie Karcag–Tiszafüred. Außerdem bietet das Verkehrsunternehmen Volán mehrere Busverbindungen an.

## Kultur und Sehenswürdigkeiten
Als Zentrum für Handel und Kultur beinhaltet Karcag schon seit langem eine mannigfaltige Gesellschaft. Im Rahmen der ungarischen Unabhängigkeitsfeiern am 20. August wird dies besonders hervorgehoben. Nicht zuletzt aufgrund des vielfältigen kulturellen Angebotes hat die Stadt bereits mehrere Auszeichnungen erhalten.

### Bauwerke und Denkmäler

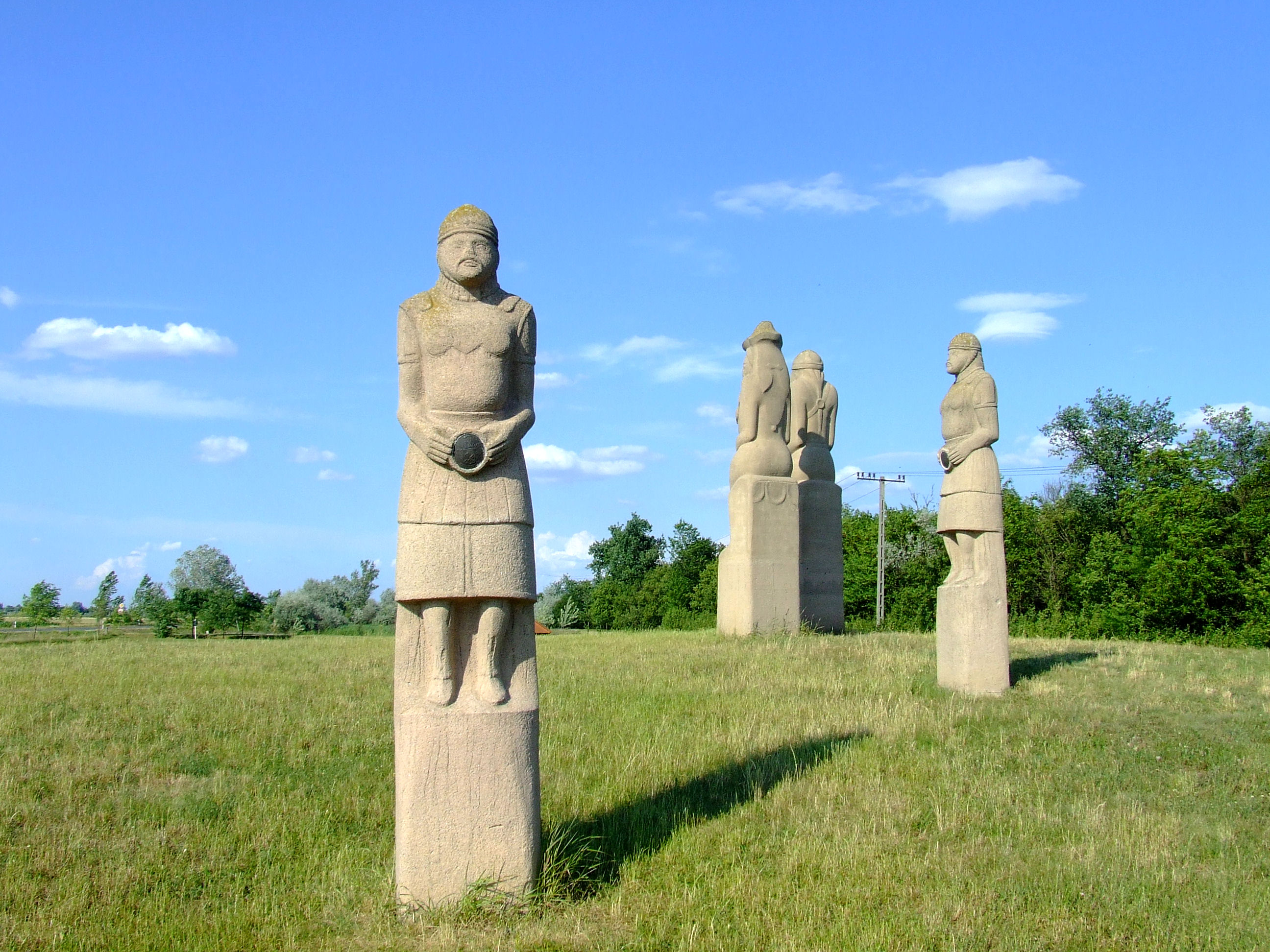
Kumanengedenkstätte

In ganz Karcag befinden sich Zierdenkmäler. Zu den bekanntesten zählt die Kumanengedenkstätte, die 1995 von Sándor Györfi, einem landesweit bedeutsamen Künstler, aufgestellt wurde. Sie erinnert in Form einer Statuengruppe an das ehemals hier lebende Volk der Kyptschaken.
Da Lajos Kossuth durch seine Verdienste für die Unabhängigkeit Ungarns als Nationalheld gilt, wurde ihm zu Ehren im Jahr 1907 eine Bronzestatue angefertigt.

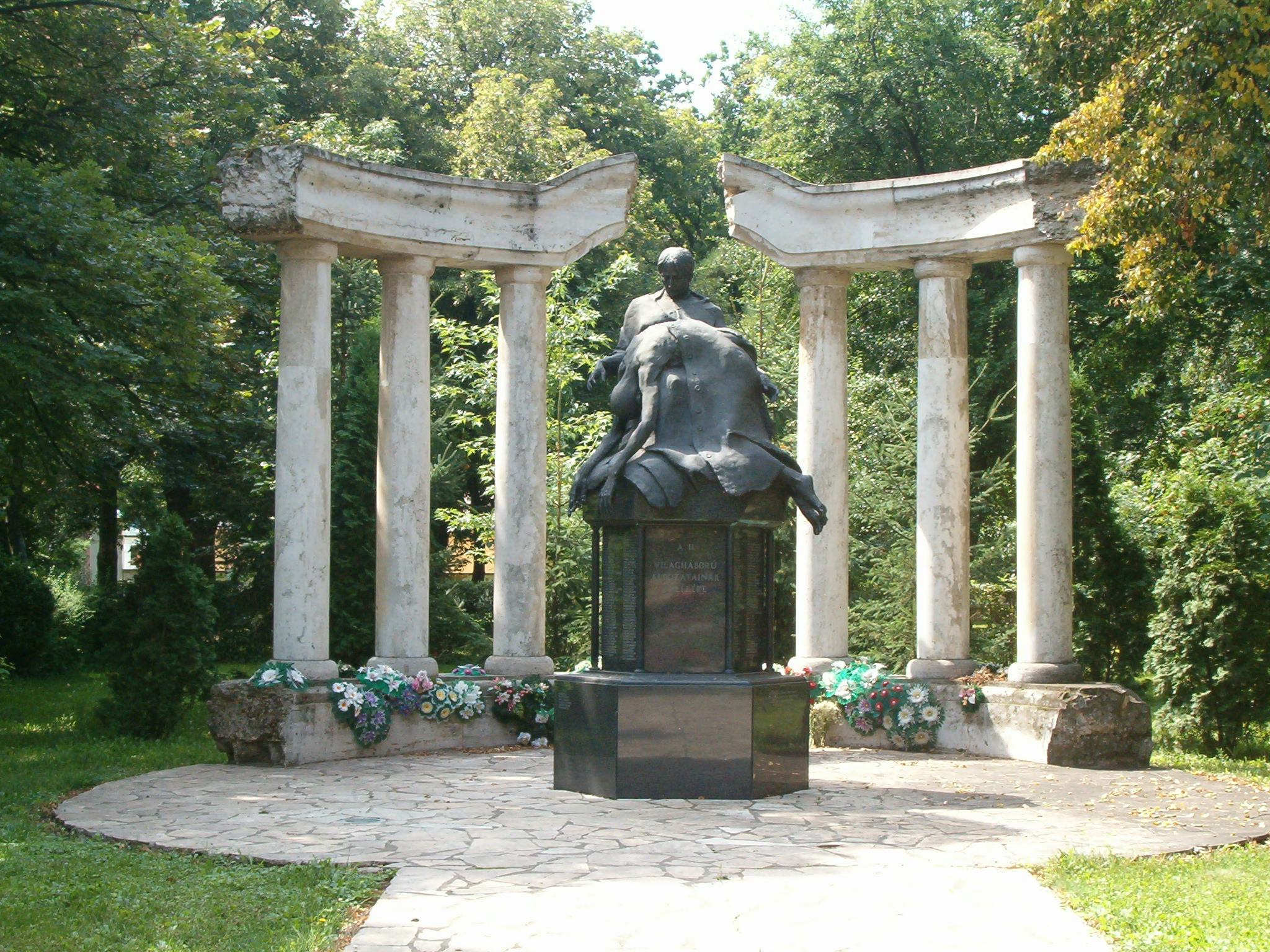
Denkmal für die Gefallenen des Zweiten Weltkrieges

Für die Gefallenen der beiden Weltkriege steht jeweils ein Denkmal.
Durch die hohe Anzahl an Religionsgemeinschaften sind viele Kirchen in der Stadt. Der im klassizistischen Stil erbauten protestantischen Kirche folgte 1901 eine neogotische katholische.
Griechische Händler haben 1796 sowohl eine orthodoxe Kirche, als auch Ikonenstatuen errichtet. Weiterhin gibt es eine 1899 errichtete Synagoge.
Das István-Györffy-Museum ist der Nachfolger jenes Museums, das im Zweiten Weltkrieg zerstört wurde. Von den damaligen Ausstellungsstücken wurde ein Großteil vernichtet. Bis heute wird versucht, eine neue Sammlung mit kyptschakischer Kunst und lokalen, traditionellen und zeitgenössischen Exponaten aufzubauen. Nebenbei existiert das Heimatmuseum Großkumanien mit demselben Ziel.
Die Karcager Töpferei ist im ganzen Land berühmt für ihre Töpferkunst im traditionellen Stil mit kyptschakischen Einflüssen. Insbesondere das Töpferhaus des Sándor Kántor, einem regionalen Künstler, stellt eine große Bedeutung für die großkumanische Kunst dar.
Der Stadt sind einige Gebäude aus den vergangenen Jahrhunderten erhalten geblieben, darunter Wohnhäuser, eine Apotheke und eine Windmühle aus dem 19. Jahrhundert. Die unter Denkmalschutz stehenden Bauten sind heute Museen, wo für die jeweiligen Gebäude typische Gegenstände und Werkzeuge ausgestellt sind.
Im Arboretum ist die Pflanzenwelt Großkumaniens zusammengefasst.

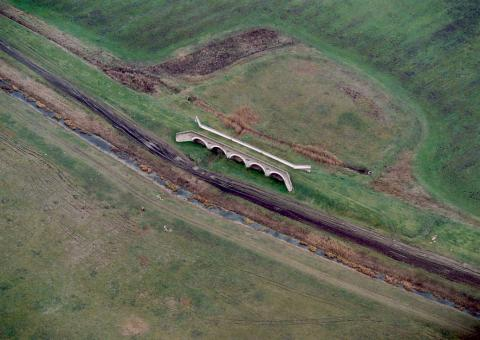
Zádor-Brücke

Seit 1802 steht nordöstlich des Ortes die Zádor-Brücke, welche über den inzwischen ausgetrockneten gleichnamigen Fluss führte.
Als kulturelles Zentrum der Stadt für die Einwohner und Touristen zählt das Bürgerhaus. Es enthält unter anderem ein Kino und Raum für Tanz- und Theaterauftritte der örtlichen Vereine.
Dazu ergänzend wurde 1926 ein Kulturpalast errichtet. In ihm befinden sich ein Kultur- und Jugendzentrum und das Tourismusbüro.

### Vereine
Die städtischen Vereine beschäftigen sich hauptsächlich kulturell. Im Vordergrund stehen insbesondere die Volkstanzgruppen, die das kulturelle Erbe der Region aufrechterhalten. Entsprechend finden in Karcag vergleichsweise häufig Feste und Veranstaltungen statt, wie das Gedenkfest an die Kyptschaken, oder ein Fest zu Ehren der ungarischen Husaren, die im Amerikanischen Bürgerkrieg gekämpft haben. Zu manchen Ereignissen werden Tänzer und Delegationen aus den Partnerstädten herangezogen.
Für die musikalische Unterhaltung sorgen jeweils ein Sinfonie- und Streichorchester, dazu kleinere Musikgruppen und Bands.
Karcag besitzt eine Bürgerwehr. Sie nimmt hauptsächlich zeremonielle Aufgaben wahr, unterstützt aber auch die Polizei bei der Wahrung der öffentlichen Ordnung.

## Persönlichkeiten
- Réka Bordás (* 1997), Handballspielerin
- Sándor Fazekas (* 1963), Politiker
- Sándor Györfi (* 1951), Bildhauer
- Avram Hershko (* 1937), Chemiker
- Sándor Kántor (1894–1989), Künstler und Träger des Kossuth-Preises
- Wilhelm Karczag (1857–1923), Schriftsteller
- Anastasija Lewkowa (* 1986), ukrainische Journalistin, Schriftstellerin und Kulturmanagerin
- Irén Lovász (* 1963), Sängerin
- Gyula Németh (1890–1976), Linguist und Turkologe
- Anita Pádár (* 1979), Fußballspielerin
- Zita Szabó (* 1975), Triathletin
- Ágnes Vadai (* 1974), Politikerin und Wissenschaftlerin
- Kevin Varga (* 1996), Fußballspieler
- Mihály Varga (* 1965), Politiker